# Нарочский сельсовет
На́рочский сельсовет — административная единица на территории Мядельского района Минской области Республики Беларусь. Административный центр — агрогородок Нарочь.

## История
16 марта 2010 года на территории Нарочского сельсовета Мядельского района Минской области образован посёлок Зубренёвка (белор. Зубранёўка).

## Состав
Нарочский сельсовет включает 47 населённых пунктов:
- Антонисберг — деревня
- Абрамы — деревня
- Балаши — деревня
- Беймишки — хутор
- Беловщина — деревня
- Боровые — деревня
- Бресские — деревня
- Брили — деревня
- Застенок Брили — деревня
- Внуки — деревня
- Воронцы — деревня
- Глубокий Ручей — хутор
- Голубеньки — деревня
- Зеленки — деревня
- Зубренёвка — посёлок
- Кузьмичи — деревня
- Кусевщина — деревня
- Лещинск — деревня
- Логовины — деревня
- Лыжичи — деревня
- Малая Сырмеж — деревня
- Матясы — деревня
- Мельники — деревня
- Наносы — деревня
- Нарочь — агрогородок
- Нарочь — курортный посёлок
- Никраши — деревня
- Пасашки — деревня
- Пасынки — деревня
- Печенки — деревня
- Плетяши — деревня
- Радки — деревня
- Репяхи — деревня
- Ридупля — хутор
- Рудошаны — деревня
- Рыбки — деревня
- Симоны — деревня
- Скоры — деревня
- Слуки — деревня
- Струголапы — деревня
- Теляки — деревня
- Терлюки — деревня
- Тюкши — деревня
- Черевки — деревня
- Чехи — деревня
- Чучелицы — деревня
- Швакшты — деревня
- Шишки — деревня

## Производственная сфера
- ГПУ "Национальный парк «Нарочанский»
- СПУ «Нарочьпрофстрой»
- Нарочанский производственный участок ОАО «Молодечненский молочный комбинат»
- ООО «Нарочанская нива-2004»
- Нарочский участок РПУП «Мядельское ЖКХ»
- Нарочанское лесничество ГПУ НП «Нарочанский»
- Биостанция БГУ
- Озёрная станция «Нарочь»
- Геофизическая лаборатория Академии наук Республики Беларусь
- СХП ГПУ НП «Нарочанский»

## Социально-культурная сфера
- Учреждения образования: ГУО «Нарочская СШ № 1», ГУО «Нарочская СШ № 2», ГУО «Дошкольный центр развития ребёнка к.п. Нарочь», ГУО «Ясли-сад аг. Нарочь»
- Учреждения культуры: Дом культуры аг. Нарочь, сельская библиотека аг. Нарочь, музыкальная школа аг. Нарочь, библиотека к.п. Нарочь
- Учреждения здравоохранения: Нарочская участковая больница, поликлиника к.п. Нарочь, фельдшерско-акушерский пункт д. Черевки.

## Курортные организации
- Санаторий «Белая Русь» МВД Республики Беларусь
- Санаторий «Нарочь»
- ГУ «Республиканский детский пульмонологический центр медицинской реабилитации»
- Санаторий «Нарочанский берег»
- Санаторий «Нарочанка»
- Санаторий «Приозерный»
- Санаторий «Спутник»
- Санаторий «Журавушка»
- УО "НДООЦ «Зубренок»